# Babar zwycięzca
Babar zwycięzca (ang. Babar: The Movie, 1989) – francusko-kanadyjski film animowany oparty na powieści dla dzieci autorstwa Jeana de Brunhoff.

## Obsada
- Gordon Pinsent – Babar
- Elizabeth Hanna – Królowa Celestyna / Starsza pani
- Lisa Yamanaka – Isabelle
- Marsha Moreau – Flora
- Booby Becken – Pom
- Amos Crawley – Alexander
- Gavin Magrath – Młody Babar
- Sarah Polley – Młoda Celestyna
- Stephen Ouimette – Pompadour
- Chris Wiggins – Cornelius
- John Stocker – Zephir
- Charles Kerr – Rataxes
- Stuart Stone – Arthur
- Ray Landry – Croc
- Angela Fusco – Mama Celestyny

## Wersja polska
Opracowanie: na zlecenie CANALu+ Master Film

Reżyseria: Anna Górna

Dialogi: Joanna Klimkiewicz

Dźwięk: Monika Szuszkiewicz

Montaż: Monika Jabłkowska i Aleksandra Stępniewska

Kierownictwo produkcji: Dariusz Falana

Wystąpili:
- Krzysztof Kołbasiuk – Babar
- Krystyna Królówna – Celestyna
- Dorota Kryńska – Isabelle
- Małgorzata Boratyńska – Flora
- Edyta Jungowska – Pom
- Aleksandra Konieczna – Aleksander
- Cezary Kwieciński
- Henryk Łapiński
- Andrzej Tomecki
- Ryszard Dreger
- Tomasz Marzecki
- Ewa Kania
- Ilona Kuśmierska
- Mirosława Krajewska
- Alicja Rojek
- Zofia Gładyszewska
- Jerzy Złotnicki
- Magdalena Majchrzak

i inni
Teksty piosenek: Andrzej Brzeski

Opracowanie muzyczne: Eugeniusz Majchrzak